# Unterseeboot 50 (1939)
Pour les articles homonymes, voir Unterseeboot 50.
L'Unterseeboot 50 ou U-50 est un sous-marin allemand (U-Boot) de type VII.B construit pour la Kriegsmarine pendant la Seconde Guerre mondiale.

## Construction
L' U-50 est issu du programme 1937-1938 pour une nouvelle classe de sous-marins océaniques. Il est de type VII B construits entre 1936 et 1940. Sorti des chantiers de Friedrich Krupp Germaniawerft AG à Kiel, la quille du U-50 est posée le 3 novembre 1938 et il est lancé le 1er novembre 1939. L'U-50 entre en service seulement un mois plus tard.

## Historique
Mis en service le 12 décembre 1939, l'U-50 sert à compter du mois de décembre 1939 au sein de la Unterseebootsflottille "Wegener".
Il réalise sa première patrouille de combat, quittant le port d'Heligoland, le 6 février 1940, sous le commandement du Kapitänleutnant Max-Hermann Bauer, pour l'Atlantique Nord et au large du Portugal. Il coule quatre navires marchands ennemis de 16 089 tonneaux. Lors de l'attaque du quatrième navire, l'U-50 casse l'un de ses moteurs diesel. La réparation en mer étant impossible, il retourne à Kiel le 4 mars 1940.
Lors de sa deuxième patrouille, l'U-50  prend part à l'opération Hartmut (en), pour la protection des troupes allemandes lors de l'invasion de la Norvège.

Durant cette opération, l'U-50 est rattaché au groupe no 5, faisant équipe avec le U-47 du Kapitänleutnant Günther Prien. Il quitte Kiel le 5 avril 1940.

L'U-50 traverse un champ de mines et coule le 6 avril 1940 en mer du Nord au nord de Terschelling. Sa position exacte, inconnue, se situe approximativement à la position géographique de 54° 14′ N, 5° 07′ E. Les 44 membres d'équipage meurent dans ce naufrage.
Ces mines ont été posées par les destroyers alliés HMS Express, Esk, Icarus et Impulsive dans la mer du Nord, le 3 mars 1940 et formaient le champ de mines britannique no 7. Elles sont probablement responsables de la destruction de l'U-50 ainsi que plusieurs autres sous-marins en route de retour à leurs ports.

## Affectations
- Unterseebootsflottille "Wegener" du 12 au 31 décembre 1939 à Kiel (entrainement)
- 7. Unterseebootsflottille du 1er janvier au 6 avril 1940 à Kiel (service actif)

## Commandements
- Kapitänleutnant Max-Hermann Bauer du 12 décembre 1939 au 6 avril 1940

## Patrouilles
|       | Commandant               | Départ         | Départ     | Arrivée      | Arrivée | Jours    | Succès   |
| ----- | ------------------------ | -------------- | ---------- | ------------ | ------- | -------- | -------- |
| 1     | Kptlt. Max-Hermann Bauer | 6 janvier 1940 | Heligoland | 4 mars 1940  | Kiel    | 28 jours | 16 089   |
| 2     | Kptlt. Max-Hermann Bauer | 5 avril 1940   | Kiel       | 6 avril 1940 | Coulé   | 2 jours  |          |
| Total | Total                    | Total          | Total      | Total        | Total   | 30 jours | 16 089 t |

Note : Kptlt. = Kapitänleutnant

## Navires coulés
L'Unterseeboot 50 a coulé quatre navires marchands ennemis de 16 089 tonneaux au cours des deux patrouilles (30 jours en mer) qu'il effectua.
| Navires coulés ou endommagés par le U-50 |                   |             |               |       |
| Date                                     | Nom               | Nationalité | Tonnage (GRT) | Fait  |
| 11 février 1940                          | Orania            | Suède       | 1 854         | Coulé |
| 15 février 1940                          | Maryland          | Danemark    | 4 895         | Coulé |
| 21 février 1940                          | Tara              | Pays-Bas    | 4 760         | Coulé |
| 22 février 1940                          | British Endeavour | Royaume-Uni | 4 580         | Coulé |

### Sources
- (en) Cet article est partiellement ou en totalité issu de l’article de Wikipédia en anglais intitulé « German submarine U-50 (1939) » (voir la liste des auteurs).